# Awabel
Awabel är ett distrikt i Etiopien. Det ligger i den centrala delen av landet, 200 km nordväst om huvudstaden Addis Abeba.